# Strategus syphax
Strategus syphax är en skalbaggsart som beskrevs av Fabricius 1775. Strategus syphax ingår i släktet Strategus och familjen Dynastidae. Inga underarter finns listade i Catalogue of Life.